# Eduárd skót király
Edward Balliol, magyarosan Balliol Eduárd (1281 körül – 1364. január) skót király 1332-től 1336-ig.
János skót király fia, de édesapja trónfosztása miatt nem örökölhette a trónt. 1329-ben I. Róbert skót király meghalt. Ballilol Eduárd ezután III. Eduárd angol király segítségével megindította harcát Skócia koronájáért. Ellenfele I. Róbert fia, Bruce Dávid volt. 1332-ben partra szállt Skóciában és Scone-ban megkoronáztatta magát. Mivel III. Eduárdot elismerte hűbérurának, a nemzeti függetlenségre vágyó skótok Archibald Douglas vezetésével csakhamar elűzték az országból.
III. Eduárd az 1333-as berwicki győztes csatája után ismét trónra ültette Balliol Eduárdot, de ő nem volt képes megszilárdítani a hatalmát.
Balliol Eduárd 1355-ben végleg lemondott Skóciáról III. Eduárd javára, aki azonban – a béke fenntartása érdekében – Bruce Dávidnak engedte át az országot. Balliol Eduárd magas korban hunyt el az 1360-as években.
A felesége volt Tarantói Margit, azonban ezt a házasságot 1344-ben érvénytelenítették.